# 19回目の神経衰弱
「19回目の神経衰弱」(19th Nervous Breakdown)は、1966年に発表されたローリング・ストーンズの楽曲。作詞・作曲はミック・ジャガーおよびキース・リチャーズ。

## 解説
シャッフル・ビートのハイテンポなロック・ナンバー。録音は1965年12月、アルバム『アフターマス』セッションの中で行われている。タイトルの「19回目の神経衰弱」とは、アメリカでの長いコンサートツアーの事を指すという。エンディングではビル・ワイマンにしては珍しい派手なベース・プレイが聴ける。公式にリリースされているもので、この曲のステレオ・ミックス・ヴァージョンは存在しない。
ライブ・アルバム『ガット・ライヴ・イフ・ユー・ウォント・イット!』に、1966年10月にニューカッスル・アポン・タインで行われたものが収録されている。他、多くのコンピレーションアルバムに収録されている。